# Ramón Ayala (cantautor argentino)
Ramón Gumercindo Cidade Morel (Garupá, 10 de marzo de 1927- Buenos Aires, 7 de diciembre de 2023), más conocido como Ramón Ayala, fue un cantautor, escritor, poeta y pintor argentino.
Fue uno de los máximos representantes de la música del Litoral y poseía una de las trayectorias más extensas en el mundo artístico sudamericano. Ayala fue uno de los pocos folcloristas que acostumbraba actuar con su atuendo de gaucho argentino, que consiste de un sombrero, bombacha, guitarra y botas.

## Biografía
Nació el 10 de marzo de 1927, en el pueblo de Garupá, ubicado a 15 km al sureste de la ciudad de Posadas (capital de la provincia de Misiones), frente al río Paraná, y en la frontera con Paraguay.
Era hijo de Gumercindo Cidade, nacido en Yapeyú, que fue cónsul argentino en la ciudad de São Borja (Brasil). Después dedicado a los negocios de panaderías y proveedurías al por mayor, en Santo Tomé (provincia de Corrientes).
Ayala era el mayor de cinco hermanos:
Vicente José (1930-2005, que era violinista y con quien Ramón compuso varias canciones),
Osvaldo,
Julieta y
Julio Cambá (‘negro’ en guaraní).
A los cuatro años de edad se mudaron de Santo Tomé (Corrientes) a Posadas. Al morir su padre vivieron los cinco niños con su madre en una casa «asombrada» (embrujada) que pertenecía a la familia Grau, en la calle Rademacher en el barrio Villa Urquiza de la ciudad de Posadas. Cuando era niño se mudó con su madre a la Ciudad de Buenos Aires.
Siempre se interesó en las canciones regionales guaraníes, y a los 14 años comenzó a tocar la guitarra. Luego se relacionó con el músico paraguayo Herminio Giménez (creador de polcas y guaranias, y de la Orquesta Folclórica de la Provincia de Corrientes). Comenzó tocando con el mendocino Félix Dardo Palorma, el correntino Rulito González y el rosarino Damasio Esquivel. Con este último chamamecero debutó en radio Rivadavia y el Palermo Palace.
Desde allí comenzó a trabajar con Emilio Biggi, Juan Escobar, Samuel Aguayo, Mauricio Valenzuela y otros.
Trabajó en el grupo musical de la cantante catamarqueña Margarita Palacios. Viajaron por el Noroeste argentino y la Patagonia. Más tarde cantó y tocó la guitarra con Arturo Sánchez y Amadeo Monjes, en el trío Sánchez-Monjes-Ayala.
Hacia 1960 creó el ritmo llamado "gualambao" con la idea de darle un estilo propio y único a su provincia, ya que Misiones carece de un ritmo peculiar o exclusivo de su locación. El ritmo está formado por dos ritmos de polca encadenados por una permanente síncopa que le confiere una fisonomía particular. Se escribe en compás de 12/8 (doce octavos), es decir que cada compás posee 12 corcheas distribuidas entre 4 tiempos.
En 1962 viajó a Cuba, invitado por el Instituto Cubano de Amistad con los Pueblos. Allí pudo conocer al revolucionario argentino Che Guevara (1928-1967), y comprobar que su canción El mensú había sido cantada en los fogones revolucionarios de la Sierra Maestra, durante la Revolución Cubana (en 1958-1959).
Luego, por espacio de diez años, viajó por España, Suecia, Francia, Italia, Rumania, Chipre, Uganda, Kenia, Tanzania, Líbano, Turquía, Kuwait Irak, las islas de los pescadores de perlas en el golfo Pérsico, Irán, Persépolis, Kurdistán (donde visitó la iglesia de los adoradores del diablo), Baréin y otros países del Oriente Medio, realizando recitales y muestras de pinturas.
En 1976 publicó su primer disco, El mensú. Además, posee cinco horas de cine filmado en la región árabe.
Desde 1978 vivió en el barrio de San Telmo, en Buenos Aires, con su esposa María Teresa.
Ayala es tío del músico Wallas (Buenos Aires, 1966-), cantante de la banda de skate rock y punk argentina Massacre Palestina y tío abuelo del poeta y novelista bestseller Giuseppe Badaracco .

### Fallecimiento
El 28 de noviembre de 2023 fue internado en el Sanatorio Güemes (de Buenos Aires) debido a una neumonía. Falleció el 7 de diciembre de 2023, a los 96 años.

## Canciones clásicas
Hasta 2002 compuso más de 300 canciones populares.
- Posadeña linda, que es la canción oficial de la ciudad de Posadas (provincia de Misiones).[11][12]
- Coplas sureñas (milonga).
- El cachapecero, cantados en el mundo por Mercedes Sosa y otros artistas, nacieron también como una muestra de los oficios del hombre litoral, de la misma manera que
- El cosechero (‘trabajador de los algodonales’). Fue creado junto al río Paraná, viendo bajar de la balsa a los hombres que llegaban a la provincia de Chaco desde la provincia de Corrientes, rumbo a los algodonales de Sáenz Peña.
- El jangadero (‘hombre de la balsa’).
- El mensú (‘cosechero de yerba mate’), compuesto con su hermano violinista Vicente Cidade (1930-2005)
- El moncho
- Mi pequeño amor
- Mírame otra vez (zamba), del noroeste argentino, cantada por el grupo Los Nocheros, Los Cuatro de Salta, etc.
- Poema 20 (con letra del poeta chileno Pablo Neruda).
- Un día en tu vida
- Zambita de la oración

Tiene tres nuevos discos, Desde la selva y el río, Entraña misionera y Testimonial 1 (editado en 2006 por EPSA), y otros dos en preparación: La guitarra y yo, y Guitarras del mundo, de próxima aparición.

## Libros
- Poemas, canciones, dibujos, Misiones, Universidad Nacional de Misiones, 1985
- Desde la selva y el río, Buenos Aires, Roberto Vera Editor, 1986
- Cuentos de tierra roja, 1994
- Confesiones a partir de una casa asombrada, 2015
- Canciones para curar el alma (poemario inédito).
- Las historias de la abuela o la Guerra Grande, acerca de la Guerra de la Triple Alianza (en 1865);
- Juan de los Caminos (sobre duendes, muertes, contrabandos);
- Alto Paraná: incluye tres cuentos, poemas, dibujos y canciones en un CD (disco compacto).
- Génesis del gualambao.

Escribió un libro de viajes, donde cuenta todas sus peripecias

## Obras de arte
Expuso en múltiples galerías de Argentina, Sudamérica, Europa y Asia.

### Exposiciones de pinturas
- 1967: Galería Rubistein (Mar del Plata).
- 1967: Galería El Mensú (Mar del Plata).
- 1968: Refugi D’Art, Barcelona, España.
- 1968: Hotel Apolo Galery (en Kampala, Uganda).
- 1970: Galería Aerolíneas Argentinas (en Londres, Inglaterra).
- 1971: The Art Society (en Teherán, Irán).
- 1972: Cenáccolo La Fiáccola (en Roma, Italia).
- 1973: Caja de Ahorros del Sureste (en Alicante, España).
- 1974: Casa Argentina de Vigo (España).
- 1976: Ateneo Popular La Boca (Buenos Aires).
- 1976: Krass Artes Plásticas, Rosario, Santa Fe, Argentina).
- 1976: Theo Artes Plásticas (Buenos Aires).
- 1977: Casa de la Cultura (en Salta, Argentina).
- 1977: Galería Desyree (Mendoza, Argentina).
- 1978: Bauen Hotel (Buenos Aires).
- 1979: La Vuelta de los Tachos (Buenos Aires).
- 1981: Colegio Montoya (INSPARM) en Misiones.
- 1982: Dirección de Cultura de Cerro Pelón (en Misiones).
- 1983: Galería Yatch y Golf Club (en Asunción, Paraguay).
- 1983: Galería Sepia (en Asunción, Paraguay).
- 1984: Casa de la Cultura (en Santa Cruz, Bolivia).
- 1984: Alianza Francesa (en La Paz, Bolivia).
- 1984: Casa Argentina (en La Paz).
- 1984: Banco de la Nación Argentina (en Asunción, Paraguay).
- 1984: Centro Cultural Malvinas (en Buenos Aires).
- 1985: Salón Municipal de Concordia (en Entre Ríos, Argentina).
- 1986: Universidad del Sur (en Bahía Blanca, Argentina).
- 1987: Feria de Industria y Comercio (en Sevilla, España).
- 1987: Krass Artes Plásticas (en Rosario, Argentina).
- 1988: Galería Fra Angélico (en el barrio de La Boca, Buenos Aires).
- 1989: Dirección de Cultura (Misiones, Argentina).
- 1990: Dirección General de Artes Visuales, en Galería Pacífico (Buenos Aires).
- 1991: Galería Novotel (en Encarnación, Paraguay).
- 1991: Galería Austral (en Posadas, capital de la provincia de Misiones).
- 1991: Casa de la Cultura de Virasoro (Corrientes, Argentina).
- 1991: Galería Belmarco (en Asunción, Paraguay).
- 1992: Fundación Alturas (en Karlsruhe, Alemania).
- 1992: Fundación Mario Quintana (Porto Alegre, Brasil).
- 1993: Centro Cultural de Posadas (Misiones, Argentina).
- 1994: Cámara Junior, muestra itinerante (Fernando de la Mora, Paraguay).
- 1995: Museo de Bellas Artes (Asunción, Paraguay).
- 1995: Galería Belmarco (Asunción, Paraguay).
- 1996: Paraná Country Club y Colegio Americano (Hernandarias, Paraguay).
- 1998: Galería Núcleo de Arte (Buenos Aires).
- 1998: Hotel Panamericano (Buenos Aires).
- 1998: Centro Cultural de Posadas, Misiones, Argentina).
- 1999: Galería Painé (Buenos Aires).
- 1999: Congreso de la Nación Argentina (Buenos Aires).
- 1999: Galería Universidad Católica de Salta (Buenos Aires).
- 2000: Casa de la Provincia de Entre Ríos (Buenos Aires).
- 2000: Museo de Bellas Artes «Eduardo Sívori», auspicio Subsecretaría de la Provincia, Dirección de Museos, Monumentos y Sitios Históricos (Buenos Aires).
- 2000: Teatro Argentino de la Plata, con auspicio de la Subsecretaría de la Provincia, Dirección de Museos, Monumentos y Sitios Históricos, La Plata (Buenos Aires).
- 2000: Galería de Arte «Diego Velázquez» (en Buenos Aires).
- 2001: APSEE, Secretaría de Acción Social (en Buenos Aires).
- 2002: Bolsa de Comercio (Buenos Aires).

## Premios
- 1990: Premio UNESCO para el Desarrollo de la Cultura
- 1992: Ciudadano Ilustre de la ciudad de Posadas (capital de la provincia de Misiones).
- 1993: En Argentina, el COMFER le confiere el premio «El mejor entre los mejores» por los programas musicales de radio Shanghái, en la República Popular China.
- 1994: Premio Maestro del Alma, Teatro General San Martín.
- 1995: Primer Regional del NEA, otorgado por el Ministerio de Educación y Cultura por la creación del ritmo El Gualambáo.
- 1996: Premio Manzana de Oro, otorgado por la Comisión Manzana de las Luces, Buenos Aires.
- 1996: Diploma de la Argentinidad.
- 1996: Premio Mensú de Oro, XXVlll Festival Folklórico del Litoral, Posadas, Misiones.
- 1997: Homenaje al Mérito, por la Cámara de Diputados de la Nación Argentina.
- 1997: Premio Música Popular Argentina, otorgado por la Biblioteca Nacional en Buenos Aires.
- 1997: Gran Premio SADAIC
- 1997: Ciudadano Ilustre de la ciudad de San Isidro (provincia de Buenos Aires).
- 1998: Primer Premio Orden del Poncho (en Salta, Argentina).
- 1998: Premio de Honor, Medalla de Oro, otorgado por la Fundación Bronislada K. de Szychowski (en Misiones).
- 2000: Premio al mérito «El Gauchito», en Rafaela (provincia de Santa Fe).
- 2000: Premio Unicornio de Oro, UPCN, en la ciudad de La Plata (provincia de Buenos Aires).
- 2013: Doctorado honoris causa por la Universidad Nacional de Misiones[13]
- 2015: Premio Konex de Platino al mejor cantante de folclore de la década en Argentina.